# 千葉昌胤
千葉 昌胤（ちば まさたね）は、戦国時代の下総国の大名。千葉氏第24代当主。千葉勝胤の嫡男。法阿弥。

## 生涯
明応4年（1495年）5月10日、下総国の戦国大名・千葉勝胤の嫡男として誕生。
永正2年（1505年）11月15日、10歳で千葉妙見宮で元服する。この年には祖父にあたる千葉孝胤が病死しており、自身が祖父・千葉輔胤の死の直後に孝胤から家督を譲られている父の勝胤が昌胤への将来の家督譲渡を意識して行わせたものであるともいわれている。永正6年（1509年）、父が隠居・出家したことに伴って家督を継承。ただし、実権は依然として勝胤が保有していた。
この頃、千葉氏とは盟友関係にあった古河公方家では内紛が生じて、足利高基が父・政氏や弟・義明を追放して古河公方に就任した。昌胤は高基を支持した一方で、隣国上総を治める真里谷信清が義明を迎え入れて千葉家中にもこれに呼応する動きがあった。さらに義明軍は永正17年（1520年）に千葉氏の筆頭重臣・原氏の居城である小弓城を奪い、小弓公方を名乗った（ただし年代には異説がある）。このため、千葉氏ゆかりの亥鼻の地にまで小弓公方勢力が浸透することとなり、嫡男・利胤の元服も居城のある佐倉で行わざるを得なくなった。
そこで昌胤は、当時急速に勢力を広げつつあった相模北条氏と連携して小弓公方派と対抗しようとした。また、千葉氏の庶流とはいえ本来は陪臣（原氏の家臣）にあたる高城胤吉を側近として用いて自分の妹婿としている。ただし、大永7年（1527年）に北条氏綱と足利義明が和睦すると、千葉氏・真里谷氏・里見氏もこれに加わり、この時期は義明傘下にあったと考えられている。
享禄5年（天文元年・1532年）、父・勝胤の死によって家中の実権を完全に掌握すると、利胤の正室に北条氏綱の娘を迎えている。
天文3年（1534年）11月に真里谷氏で内紛が起きたのに乗じて足利義明から離反したが、義明に攻められて翌年4月には降伏している。
天文6年（1537年）には高城胤吉の居城小金城の落成を祝賀するとして自ら小金城を訪問して、茶会を名目に胤吉とともに国府台城を見回っている。
ところが、足利義明と北条氏綱の関係が悪化すると、天文6年12月に古河公方・足利晴氏に内応して再び義明から離反する。天文7年（1538年）小弓公方・足利義明が北条氏討伐に向かうと、昌胤は古河公方足利晴氏の命を奉じる形で高城胤吉とともに第1次国府台合戦に参戦、義明の戦死を知ると兵を小弓城に進めて18年ぶりに同城を千葉氏の支配下に取り戻した。だが、この戦いによって北条氏の勢力は房総半島にも進出するようになり、千葉氏も次第にその影響を強く受けるようになる。
天文15年（1546年）1月7日、死去。家督は利胤が継いだ。なお、子には利胤、胤富のほかに、臼井氏を継いだ臼井胤寿や原胤吉の養子となった原胤家や、海上山城守の養子になった海上胤盛らがいる。
千葉県佐倉市の海隣寺にある海隣寺中世石塔群の石塔には、刻まれた銘文から昌胤の菩提を弔ったものも含まれる。